# Camera dei rappresentanti (Marocco)
La Camera dei rappresentanti (in arabo: ﻣﺠﻠﺲ ﺍﻟﻨﻮﺍﺏ, trasl. Maglis an-Nuwwab; in berbero: ⴰⴳⵔⴰⵡ ⵏ ⵉⵎⴰⵔⴰⵢⴻⵏ, Agraw n imarayen) è la Camera bassa del Parlamento del Marocco.
La Camera dei rappresentanti è composta da 395 deputati eletti per cinque anni.
Si trova nella capitale Rabat. Il presidente del Parlamento è Rachid Tabli Alam.

## Requisiti per votare
- Gli elettori idonei sono tutti i cittadini marocchini maschi e femmine iscritti nelle liste elettorali generali.
- È stabilito che chi si candida per l'elezione alla Camera dei rappresentanti deve essere un elettore e che la sua età alla data del seggio non deve essere inferiore a 23 anni solari completi.
- Il voto è un diritto e un dovere nazionale.

## Sistema elettorale
Dalle elezioni legislative del 2011, i 395 membri della Camera dei rappresentanti sono stati eletti su diverse basi elettorali, 305 seggi a livello di collegi elettorali locali e 90 seggi sulla base del collegio elettorale nazionale. Per garantire un seggio alle donne, i partiti politici, nell'ambito della discriminazione positiva, si sono impegnati a riservare alle donne candidate 60 seggi nell'elenco nazionale, mentre i restanti 30 seggi sono riservati a giovani candidati maschi di età inferiore ai 40 anni.
Il numero di seggi costituenti nella Camera dei rappresentanti è cambiato in base alle elezioni legislative che il Marocco ha conosciuto dalla sua indipendenza, ottenute nel novembre 1955 ed entrate in vigore nel 1956; è passato da 144 posti nel 1963 a 395 nel 2011.

## Ruolo
Il ruolo della Camera dei rappresentanti è di dare o ritirare la fiducia al governo, proporre e approvare leggi, controllare il governo e approvare il bilancio dello Stato.
Sei commissioni permanenti sono responsabili della preparazione dei lavori delle sessioni plenarie. È all'interno dei comitati che i testi e le politiche del governo sono discussi approfonditamente prima del voto.